# إبراهام كون
إبراهام كون (بالإنجليزية: Abraham Cohn)‏ هو جندي أمريكي، ولد في 17 يونيو 1832 في Dobrodzień ‏ في بولندا، وتوفي في 2 يونيو 1897 في نيويورك في الولايات المتحدة.